# 棄台論
棄台論（英語：Say Goodbye to Taiwan）是2010年代初期美國學政界的一種理論，認為共產中國終究會因為軍事實力的成長，而具備在亚洲地區與美國抗衡的能力。為了將美國的國家利益最大化，此一論調主張美國應該放棄對台灣的承諾，而不要干預中國聲稱的「統一進程」。不過在美國政策界，此論調在美國對中國的戰略愈演愈烈後主張的聲音已大幅減少。

## 论点
21世紀的相關爭論，始於2011年11月10日哈佛大學甘迺迪政府學院前研究員保羅‧肯恩（Paul V. Kane）在《紐約時報》的投書“救經濟，棄台灣”（To Save Our Economy, Ditch Taiwan）。肯恩認為依照目前的發展趨勢，中華人民共和國統一台灣，無論是否動武，已勢不可擋，非美國能夠改變。所以，應該在還有籌碼談判時，放棄台灣，以交換多方面的利益，避免有朝一日事態演變到美國得接受同樣的結局卻一無所得。肯恩認為，美國應該停止軍售，放棄台灣，交換中國放棄對美1.4兆美元債權。

## 爭點

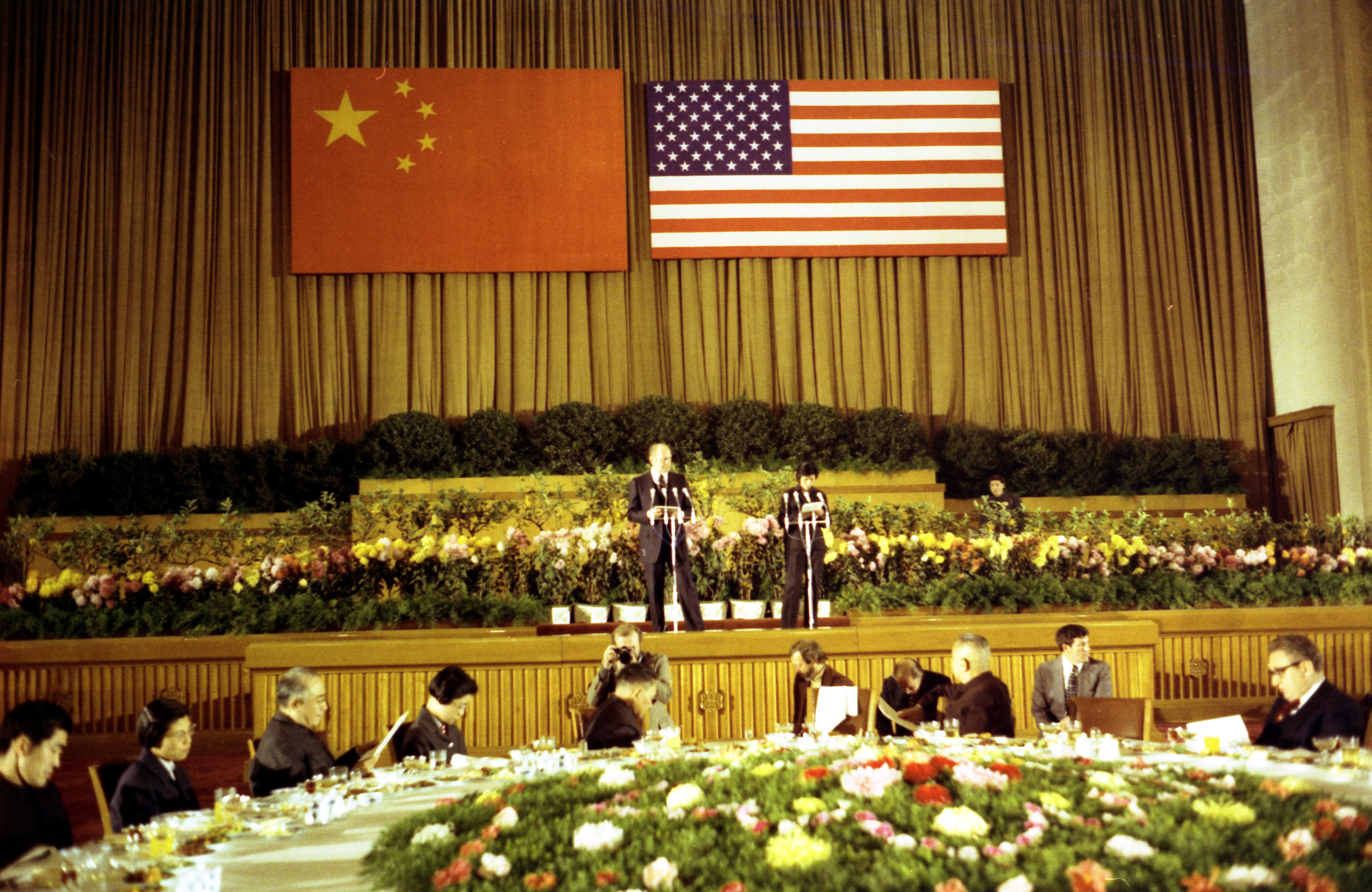
中美建交公報表明，中華人民共和國政府是中國的唯一合法政府，且世界上只有一個中國。

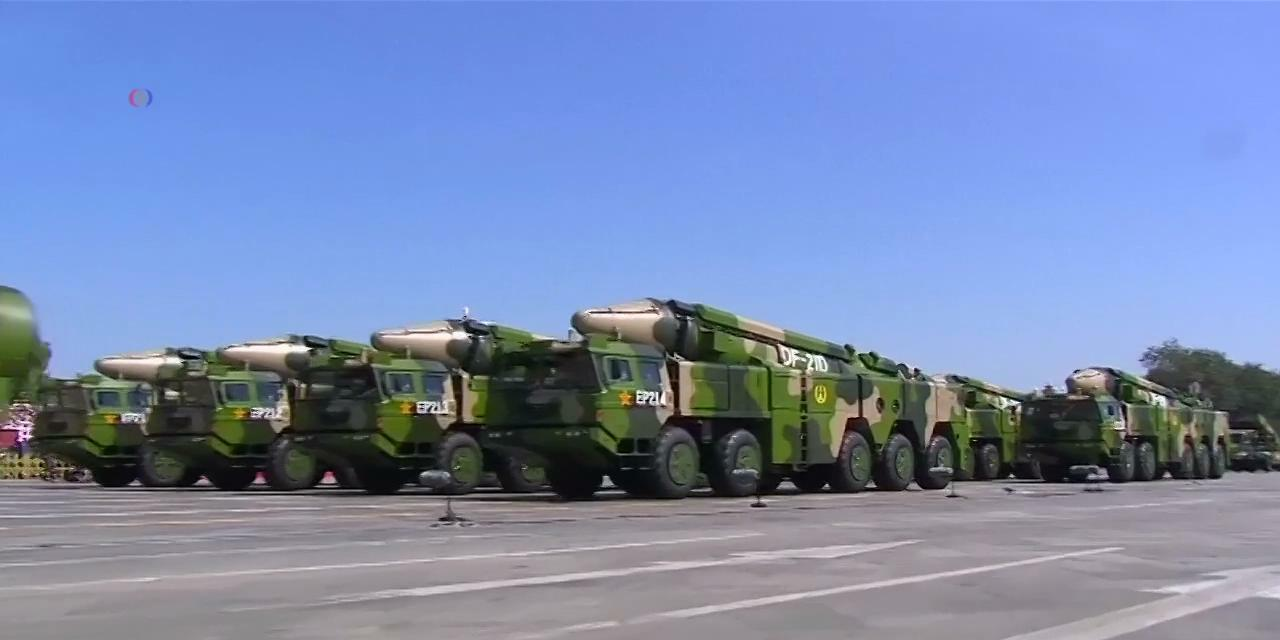
東風21D反艦彈道飛彈，據稱是軍事史上首款可攻擊移動目標的彈道武器。

### 美中關係
据東森新聞網报导，2016年10月美國前總統柯林頓的中國政策智囊何漢理在華府布魯金斯研究院研討會上指出，台海發生最壞的兩種可能狀況，第一是北京失去耐心，其次是美國放棄台灣；而「美棄台論」又分為華府以台灣為籌碼，與北京交易並達成協議，另一種則是因中國實力強大，讓美國必須跟台灣說再見。最終美國對台的支持將演變或被操作成對整個中國領土分裂和中華文明壓制的舉動，這種概念化一旦被加固無異於與13億中國人為敵。然而随着2017年后中美两国关系急剧恶化抑或是形成第二次冷战，美国和中华人民共和国达成和解的前景大为削弱。

### 軍事風險
2015年美國軍事智庫蘭德公司發佈的「美中軍力對比」（The U.S.-China Military Scorecard）報告提到，過去20年中國的武力不斷提升雖然總力量還不及美國，但再過兩年到2017年後，純就東亞軍事力量推演美軍已經很難在七日短期戰役中取得空中優勢，即使美軍立刻決定介入也需要中華民國國軍獨自作戰七日以上。分類項目上威脅台灣的空軍和反制水面船艦，中國解放軍較有優勢；制空能力與太空攻防上，兩者旗鼓相當；因此美軍只剩下反登陸作戰、網路作戰和攻擊陸上基地能力有其優勢。蘭德報告同時表示，多年的多場戰爭結果已經讓美國民心產生變化，群眾和政府在真正中美戰爭可能來臨的那一刻對於是否要保台一定會有巨大猶豫，猶豫時間要多久是更大的問題，可能國軍必須支撐一個月以上，同時海島地形導致的能源與貨物輸入被切斷可能引發社會現象和解放軍加以利用的籌碼。
2016年，美國前在台協會理事主席卜睿哲提出暗示，當美國整體戰略出現變化，或者美、中在東亞軍力消長達到某種程度時，美國可能會改變對台灣的安全承諾。对此，中国大陆《环球时报》称台湾将变“弃子”。
据报道，2013年後美國芝加哥大學講座教授約翰·米爾斯海默和喬治華盛頓大學教授查尔斯·格雷澤兩人曾多次投書媒體主張「棄台論」。他們發表的各種論點較常被《國家利益》期刊、《外交事務》期刊和《洛杉磯時報》引用，被認為是華府智庫圈的國際政策風向標，從而引起關注，米爾斯海默認為現實條件上所謂「美國出兵保衛台灣」的構想本質就是不可能執行的任務。因為地理條件的距離太遠是先天不利但對中國大陸極度有利，即使在一個假想情境下美國國會和人民都迅速授權同意並不計代價將一股軍力投送到了此地，此時面前一大問題就是美軍是否敢直接攻擊中國本土。若不敢則那些基地作為源源不斷的火力和兵力投射點越過海峽，這場戰根本無法打註定輸，若是攻擊則有核戰爭和第三次世界大戰的發生可能，同時美中在全球各種議題的合作也告終，米爾斯海默嚴重懷疑美國人民是否願意付這代價，並指出一股被忽略的勢力就是台灣內部也有群人為了顧及生命財產的損害同時並不覺得統一後的生活無法接受，所以本身也不想打並可能出手阻止美國干預，屆時這股勢力會有多大力量長期以來沒有被仔細研究。然而米爾斯海默否認「曾主張放棄台灣」，他認為台灣可選擇發展自己的核武器作為終極的威嚇力，台灣若擁有核武，將會大幅減低中國攻擊台灣的可能性。

### 國際現實主義
美國國際現實主義的重量級智囊兹比格涅夫·布热津斯基則認為，台海兩岸問題其實對美國利益的傷害遠比想像中層面廣大，北京方面深知一點，兩岸問題本質是中美鬥爭（若美國想要鬥爭的話），所以收復台灣問題本質不在擊敗台灣的政治能量和軍事能量，因為兩者今日根本不在一個水平上，而是要擊敗美國的能量，才能確保在動武或某種統一形式後美國無法發動國際勢力對中圍堵或制裁，國際只能採取一種旁觀態度。為了達成這一目的，北京必須全球範圍內展開一場大博弈大鬥爭，在世界各地的各種議題上下手先將美國的影響力「致殘」，之後才能鋪平統一的道路，所以台灣問題不只是一個島的領土問題，而是中美要走對抗還是非對抗路線的問題，這將影響整個世界的命運。
前台灣駐義大利代表處代表洪健昭認為，棄台論是美國一些所謂的專家說的，任何一個國家真正在國際外交作為上都有兩套標準，只要有利就會幫，沒利馬上就踢掉，完全取決於有沒有利用價值；如果美國認為台灣的存在對他有利，美國當然會保台；如果美國認為台灣的存在對他沒有利益，美國當然會棄台。

### 政治倫理
棄台論在一定程度上違反美國和台灣長期以來的政治倫理。自由之家等美國和台灣部分主張親美抗中派別認為，美國和台灣的關係在一定程度上是建基於共同的價值，即自由、民主、人權和法治等核心價值，支持台灣等同於捍衛這些普世價值。美國不能為與中华人民共和國建立及保持友好關系，而犧牲台灣的利益。